# Spodnji Duplek
Spodnji Duplek este o localitate din comuna Duplek, Slovenia, cu o populație de 1.177 de locuitori.